# Fierza

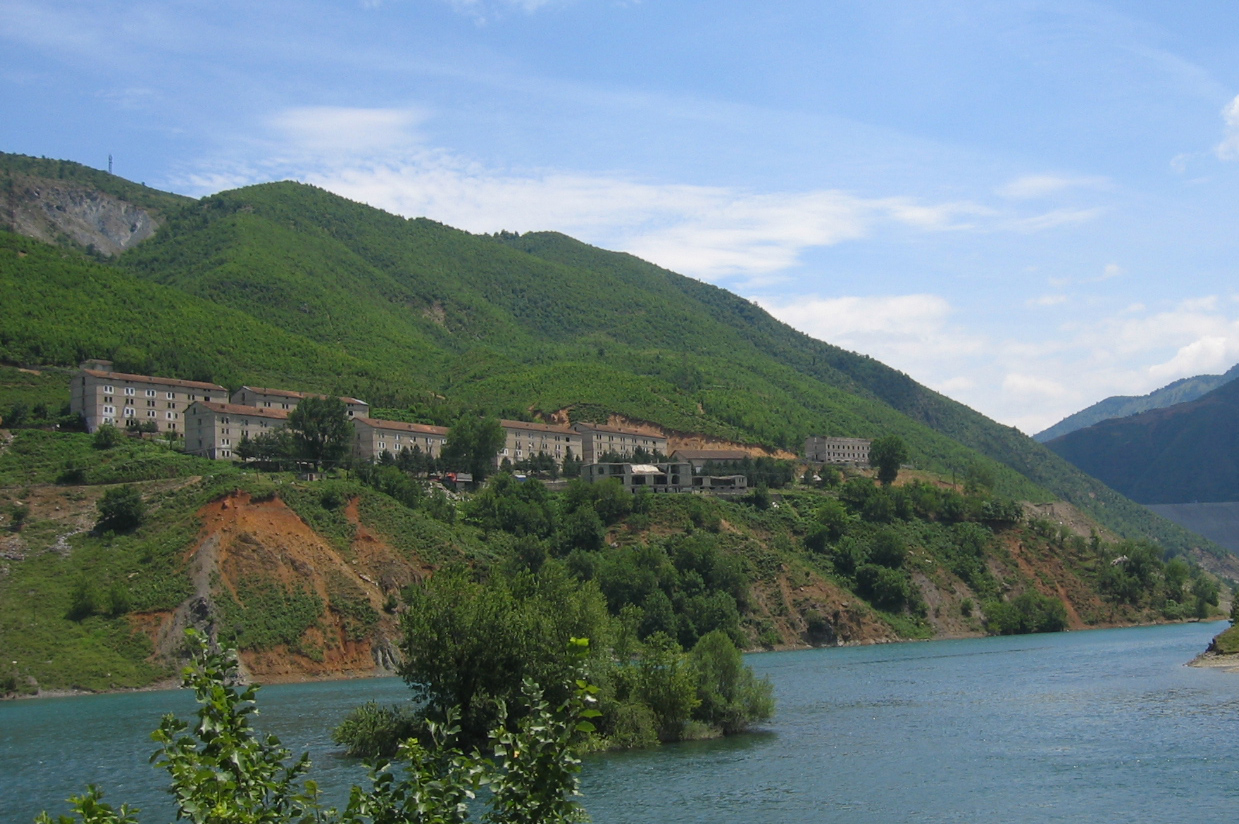
Siedlung Fierza auf der Seite Tropoja, rechts hinten der Staudamm

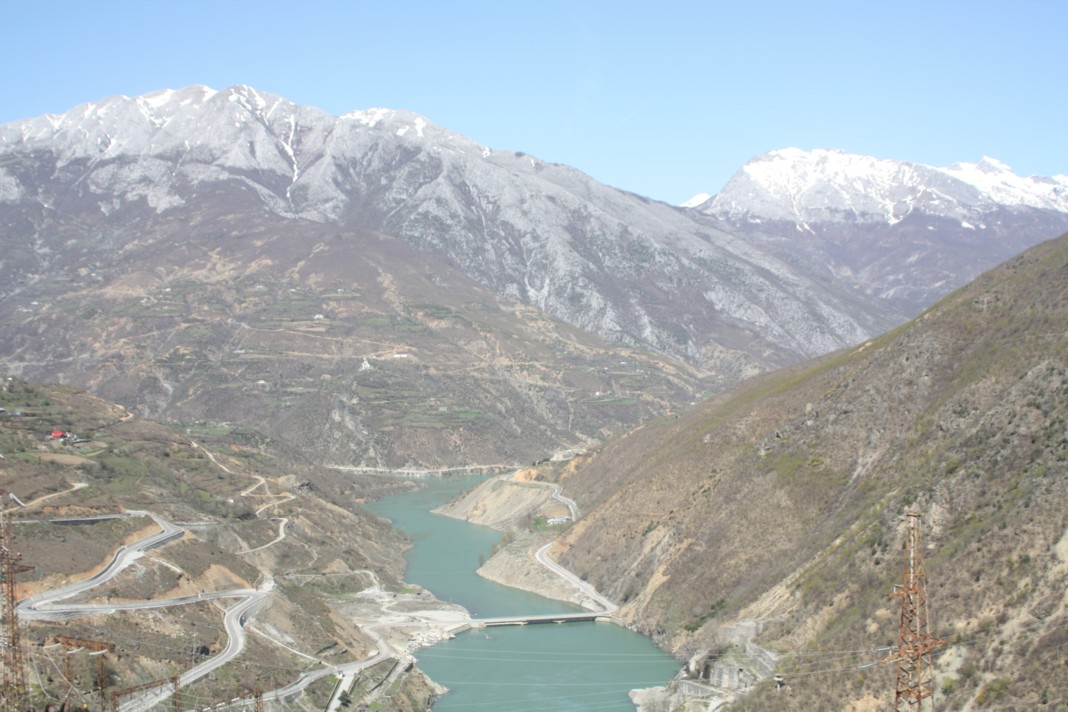
Die Gegend von Fierza mit der Puka-Seite links und der Tropoja-Seite rechts und im Hintergrund von der Straße oberhalb des Staudamms gesehen

Fierza (albanisch auch Fierzë) ist ein Ort im Nordosten Albaniens im Tal des Drin. Fierza liegt zu beiden Seiten des Drin, der hier die Grenze zwischen den Gemeinden Fushë-Arrëz und Tropoja bildet.
Vor der Territorialreform von 2015 gab es sowohl im Kreis Puka wie auch im Kreis Tropoja eine Gemeinde mit dem Namen Fierza, heutige Njësitë administrative (Verwaltungseinheiten).
- Die Njësia administrative Fierza in der Gemeinde Fushë-Arrëz südlich des Flusses mit 686 Einwohnern (2023; 2011: 1302 Einwohnern) auf einer Fläche von 81,19 Quadratkilometern, bestehend aus den acht Dörfern Fierza, Poradha, Buxhan, Kokëdoda, Arst, Miliska, Mëz und Aprrip.[1][2][3]
- Die Njësia administrative Fierza in der Gemeinde Tropoja nördlich des Flusses mit 1149 Einwohnern (Volkszählung 2023;[4] 2011: 1607 Einwohner; 2001: 2381 Einwohner), zu der nebst dem Zentrum (913 Einwohner 2001) die Dörfer Dega (387 Einwohner), T’plan (496 Einwohner), Dushaj (168 Einwohner) und Breg-Lumi (417 Einwohner) gehören.[5][6]

Unterhalb von Fierza wurde der Drin in den 1980er Jahren zum Koman-See und oberhalb in den 1970er Jahren zum Fierza-See gestaut. Der Fierza-Staudamm ist mit 152 Meter Höhe die größte Talsperre Albaniens. Das Kraftwerk in Fierza gehört zu den wichtigsten Stromproduzenten des Landes.
Der zu Seen gestaute Drin trennt Fierza aber nicht nur in zwei Hälften. Hier, wo die von Norden kommende Valbona einmündet, kreuzen sich auch verschiedene Verkehrswege. Der wichtigste ist der Drin selbst: Auf dem Koman-See verkehrt täglich eine Personenfähre. Während der touristischen Sommersaison fahren außerdem zwei Autofähren zwischen Koman am anderen Ende des Sees und Fierza beziehungsweise Breg-Lumi. Die Anlegestelle in Breg-Lumi wird dabei je nach Wasserstand des Sees verlegt und besteht meist nur aus einer kleinen Betonrampe an einer unbefestigten flachen Stelle. Eine Straße verbindet Fierza, wo sie den Drin auf einer Brücke quert, mit dem rund 15 Kilometer entfernten Bajram Curr im Norden und dem durch die Berge eher schwerlich erreichbaren Fushë-Arrëz im Süden. Die Fähre auf dem Fierza-See, die nach Kukës führte, wurde bereits in den 1990ern eingestellt.
In Fierza wurden Überreste römischer Gebäude und einer römischen Straße gefunden.
In Fierza-Puka und in Breg-Lumi wurden neue katholische Kirchen errichtet.